# Інститут народної освіти
Інститути Народної Освіти — вищі педагогічні навчальні заклади, створені в УРСР, починаючи з Харківського (1920 року), на базі університетів і педагогічних закладів. Готували працівників освіти для загальноосвітніх і професійних шкіл усіх типів і виховних закладів.
В реальності ж, ІНО було створено фактично на теренах усіх українських університетів, коли, замість цілої низки факультетів в кожному українському університеті було утворено два-три: соціального виховання (три-чотирирічні), професійної освіти (чотирирічні), інколи — робітничий факультет (трирічний).
В 1930—1933 роках вже на базі ІНО для підготовки професійних кадрів створено інститути соціального виховання та інститути професійної освіти за принципом фахової орієнтації, а самі університети — відроджено.
Інститути професійної освіти готували викладачів для технікумів, фабрично-заводських семирічок, робітничих факультетів при заводах. Мали факультети: соціальний, фізико-математичний, агробіологічний. Термін навчання – 4 роки. В Україні 1931 було 8 інститутів професійної освіти Кількість студентів – 2400. 1933 в ході реорганізації ВШ інститути професійної освіти були ліквідовані.
В інститутах соціального виховання були шкільний, педагогічний, позашкільний факультети. Термін навчання – 3 роки. 1931 працювало 9 інститутів: у Києві, Харкові, Одесі, Дніпропетровську, Ніжині, Полтаві, Кам'янці-Подільському, Миколаєві, Чернігові. 1933 були реорганізовані в педагогічні інститути.

## Інститути народної освіти в УСРР
- Київський інститут народної освіти (КІНО)
- Харківський інститут народної освіти (ХІНО)
- Одеський інститут народної освіти (ОІНО)
- Дніпропетровський інститут народної освіти (ДІНО)
- Черкаський інститут народної освіти (ЧІНО)
- Херсонський інститут народної освіти (ХІНО)